# Sardinia Ultramarathon
La Sardinia Ultramarathon è una manifestazione di trail running a cadenza annuale, organizzata dal C.S. Fiamma Macomer, che si svolge nei territori di Macomer, Scano di Montiferro e Borore agli albori dell'autunno. È il primo ultra-trail organizzato in Sardegna. Noto come un dei trail più veloci d'Italia, per via del suo basso dislivello positivo. È teatro, da diversi anni, del campionato italiano di specialità.

## Storia

### I primi anni (2003-2004)
Il progetto Sardinia Ultramarathon nacque nel 2002 da un'idea di Pier Paolo Sannia durante la sua partecipazione alla Desert Marathon, corsa a tappe di 170 km, nello deserto dell'Akaus in Libia. La prima edizione ebbe luce l'anno successivo, il 2003, nello scenario del Supramonte di Baunei con la formula della corsa a tappe. La prima edizione fu nota come Sardinia Ultramarathon - Extreme Run e vide come vincitore il macomerese Daniele Fraoni.
Nel 2004, la manifestazione si trasferì a Macomer, il paese natale della società organizzatrice. La gara si svolse in un'unica tappa da 60 km nella splendida area naturalistica del Monte di Sant'Antonio, abbinata alla Corsa Verde, storica manifestazione podistica organizzata sempre dal C.S. Fiamma Macomer. Dopo questa edizione, la Sardinia Ultramarathon venne accantonata per diversi anni, viste le difficoltà organizzative.

### La rinascita (2010-2014)

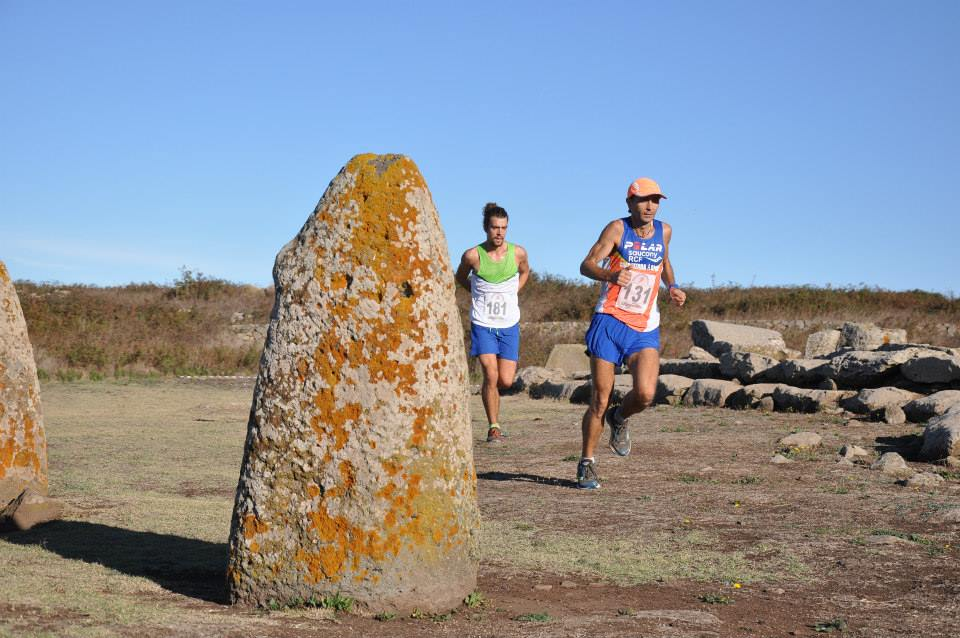
Giorgio Calcaterra e Marco Pajusco in azione durante la 60 km del 2014

Nel marzo del 2009, dopo una pausa lunga sei anni, sono rinati gli stimoli e la voglia di dare vita alla terza edizione della manifestazione, programmata per settembre 2010. Novità dell'edizione 2010 sarà la formula a tappe, rimasta in auge fino al 2018:
- il sabato, la prima tappa, 20 km, denominata Corsa Verde
- la domenica, la seconda tappa, 60 km, la Sardinia Ultramarathon vera e propria

L'evento iniziò inoltre ad ospitare il Campionato Italiano IUTA di specialità, caratteristica che rimane tuttora. Uno dei motivi del rinnovato successo del ritorno della Sardinia Ultramarathon fu il pluricampione mondiale, Giorgio Calcaterra, che partecipò all'evento dal 2011 al 2014, vincendo in ogni occasione. Giorgio Calcaterra, venne affiancato e sfidato da diversi specialisti della specialità nelle varie edizioni, dando vita a sfide emozionanti. Tra essi si ricordano: Antonio Filippo Salaris, Vincenzo Tanca, il leggendario Marco Olmo, Vincenzo Trentadue, Marco Pajusco, senza dimenticare il vincitore della terza edizione, nel 2010, Italo Orrù, che vinse tagliando il traguardo con la sua fedele cagnetta Maya. In campo femminile, la Sardinia Ultramarathon, ebbe come dominatrici: Veronica Correale (due volte vincitrice), la campionessa mondiale di ultra trail Cecilia Mora (vincitrice per una volta) e Leonarda Cantara (vincitrice per due volte).

### La pausa e il secondo ritorno (2016-2018)
Il 2015 fu un anno funesto per la Sardinia Ultramarathon, infatti la manifestazione saltò per motivi organizzativi, scelta doverosa che portò ad un drastico calo di partecipanti nelle successive edizioni. La manifestazione tornò nel calendario del trail running nel 2016. Novità, l'aggiunta di una 10 km il sabato. Se il 2016 fu un anno infruttuoso in termini di partecipanti, non si può dire lo stesso sul piano qualitativo degli atleti in gara. Infatti, il romagnolo Matteo Lucchese vinse la gara facendo registrare il record della manifestazione, cancellando di fatto quello appartenente a Giorgio Calcaterra realizzato nel 2014. Anche il secondo classificato, Marco Menegardi, scese sotto il limite di Calcaterra, realizzando la seconda prestazione di sempre nella Sardinia Ultramarathon. In campo femminile, la specialista Silvia Serafini, siglò la seconda prestazione di tutti i tempi della gara, seconda solo a quella realizzata da Cecilia Mora nel 2011.
Mentre nel 2017 ci fu un rialzo sul numero degli iscritti, nel 2018 una netta diminuzione di essi portò ad un cambiamento profondo per le future edizioni della Sardinia Ultramarathon. Le edizioni 2017 e 2018 vengono comunque ricordate per il doppio trionfo incontrastato di Lorena Brusamento e per le partecipazioni di specialisti come Davide Cheraz, Stefano Velatta, Roberto Mastrotto, Anna Pedevilla, Georg Piazza e i rientranti Matteo Lucchese e Antonio Filippo Salaris.

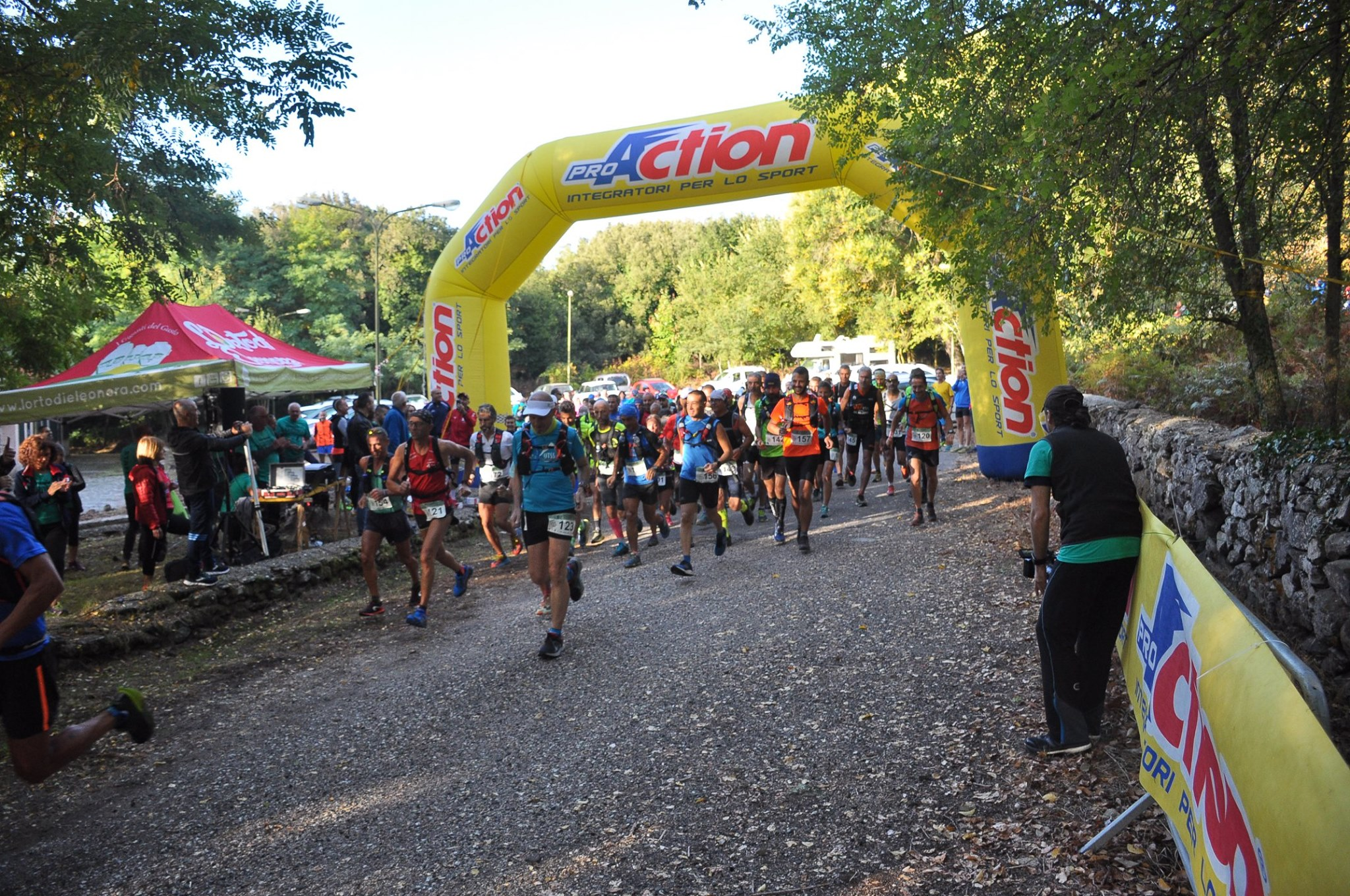
Una delle tre partenze della SUM del 2019

### La SUM (2019-presente)
L'undicesima edizione della Sardinia Ultramarathon, ha rappresentato un cambiamento radicale rispetto alle edizioni precedenti. La rivoluzione inizia col mutamento più considerevole, l'evento non sarà più una gara a tappe ma si svolgerà in un'unica giornata su tre distanze, in tre nuovissimi percorsi : 
- Rocca Traessa Ultra Trail, 60 km
- Pischina Sicca Trail, 31,4 km
- Tamuli Trail, 16,2 km

Se prima il percorso era snodato prevalentemente nel Monte di Sant'Antonio a Macomer, ora l'attenzione è stata spostata sul Montiferru, nel territorio di Scano di Montiferro, con l'aggiunta di sentieri dei monti di Borore. La gara inizia ad essere riconosciuta con l'abbreviativo SUM e da fine 2018 ha la sua mascotte: la cinghialetta Zirba. La SUM diventa molto più social e vede la nascita di un nuovo sito web Archiviato il 7 luglio 2020 in Internet Archive.. Questi enormi cambiamenti non solo hanno portato una ventata d'aria fresca alla manifestazione, ma hanno portato anche al record di iscritti, con molte presenze di trail runners provenienti da altre regioni. Sul piano sportivo, la SUM ha visto come vincitori Stefano Radaelli e Silvia Serafini nel Rocca Traessa Ultra Trail, l'ex aequo di Antonio Angelo Del Moro e di Gian Battista Piana e Mariaelisa Marongiu nel Pischina Sicca Trail e infine Vincenzo Contu e Lorena Brusamento nel Tamuli Trail. Oltre alle tre distanze agonistiche, è stata aggiunta una camminata ludico-motoria di 6 km.

## I percorsi

### Supramonte di Baunei (2003)

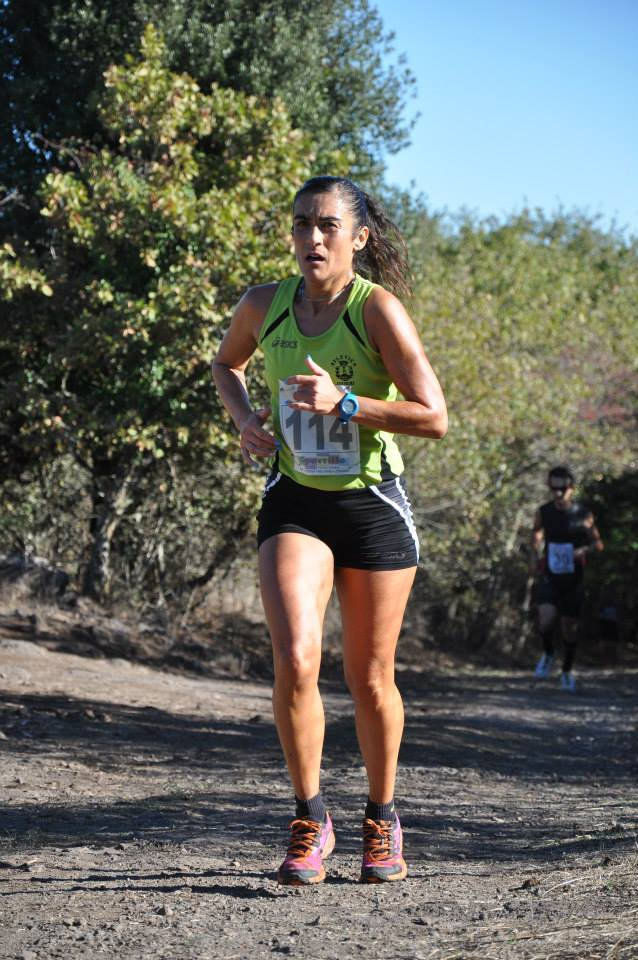
Leonarda Cantara, due volte vincitrice della manifestazione

Due percorsi per due tappe, il primo di 20 km, da Santa Maria Navarrese, frazione di Baunei, a Cala Goloritzè, località appartenente sempre al comune di Baunei, il secondo di 50 km, con partenza da Santa Maria Navarrese e arrivo a Cala Gonone, nel territorio di Dorgali.

### 60km Monte di Sant'Antonio-Macomer (2004, 2010-2014, 2016-2018)
Due giri da 30 km, con partenza e arrivo presso l'ex colonia E.C.A., struttura del territorio del comune di Macomer, fatta eccezione dell'edizione del 2010, quando la gara partì e arrivò alla Chiesa del Monte di Sant'Antonio. Molto suggestivi i passaggi all'interno dell'area archeologica di Tamuli e nel parco del Monte di Sant'Antonio, entrambi nel territorio di Macomer.

### 20km (2010-2014, 2016-2018) & 10km (2016-2018) o Corsa Verde
Due giri da 10 km, un giro per la 10 km, con partenza e arrivo presso l'ex colonia E.C.A., struttura del territorio del comune di Macomer, fatta eccezione dell'edizione del 2010, quando la gara partì e arrivò alla Chiesa del Monte di Sant'Antonio. Percorso misto, trail-asfalto, primi km in salita, con il "muro" della località Frida, nel territorio di Macomer, come tratto più impegnativo del percorso.

### Tamuli Trail (2019-presente)
Il Tamuli Trail si snoda in territorio prevalentemente collinare, in un percorso ad anello di 16,2 km con 370 D+, adatto anche a chi si vuole affacciare a piccoli passi verso il trail. Si immerge in un percorso sterrato con poche decine di metri di asfalto, carico di archeologia e di bellezze naturali. Buona parte del trail si svolgerà nel parco del Monte di Sant’Antonio, con scollinamento a quota 850mt. con passaggio al nuraghe omonimo e spettacolare vista sul golfo di Bosa. Dopo una breve discesa in mezzo al parco,  il percorso, attraversa secoli di storia, verso l’area archeologica di Tamuli, dove si passa accanto ai famosissimi betili, alle tombe dei giganti e al nuraghe Tamuli. Il tratto finale porterà nella zona di Su Cantareddu, dove è presente una caratteristica grotta, ultima fatica prima dell’arrivo.

### Pischina Sicca Trail (2019-presente)

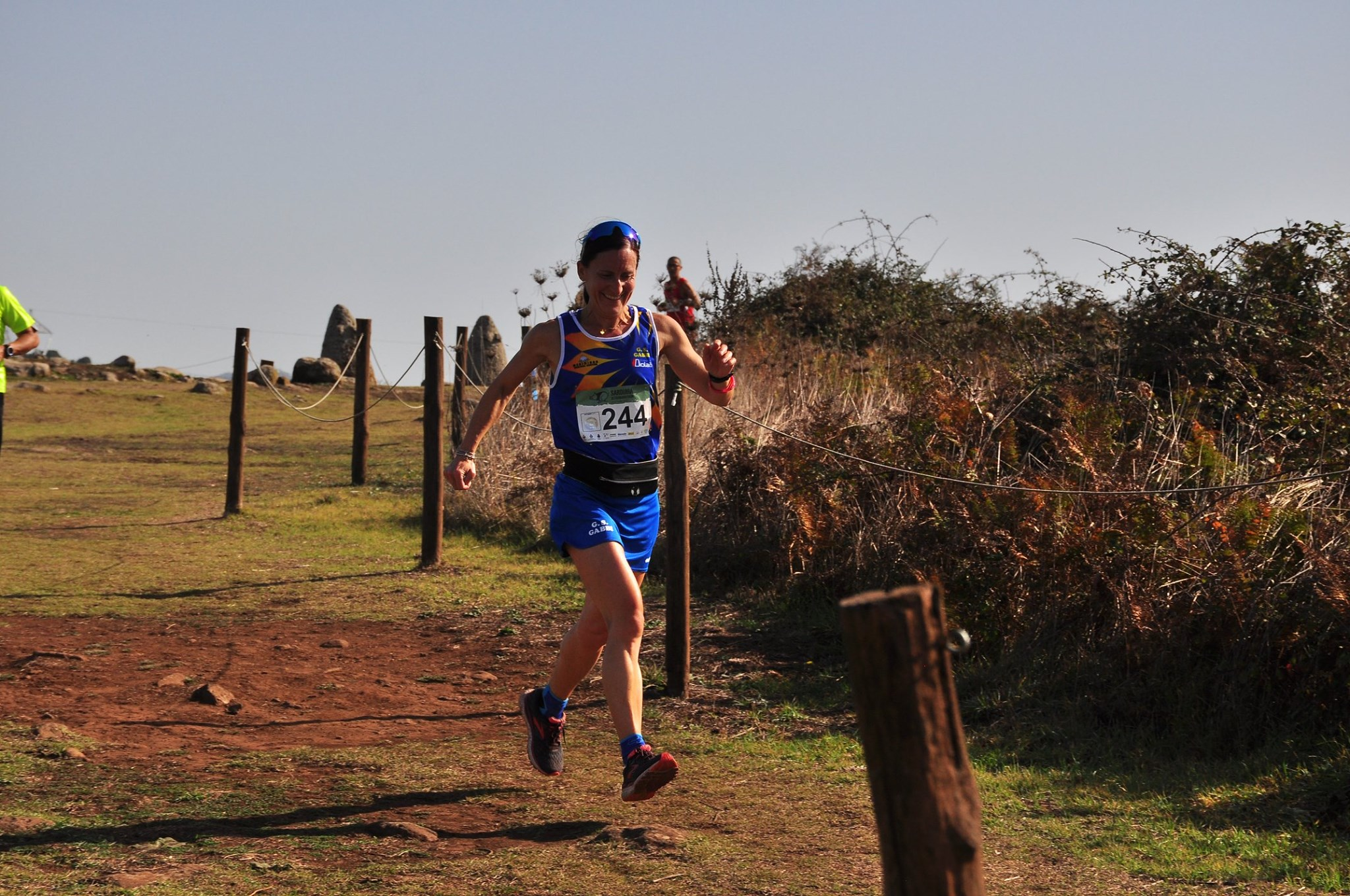
Lorena Brusamento, plurivincitrice delle distanze della SUM

Attraversa i monti di Macomer e di Borore in un percorso ad anello di 31,4 km con 850 mt. di dislivello positivo. Il Pischina Sicca Trail prende il nome dall'omonimo laghetto situato accanto ad uno storico villaggio dell'era nuragica ed è un trail assai veloce, da correre immersi nei profumi della macchia mediterranea e circondati da boschi spettacolari. Giunge al suggestivo passaggio della strada romana di Sa Coa e sa Mela, per poi raggiungere il Nuraghe Urassala. Dopo l’impegnativa salita di Frida entra in quello che è il fiore all’occhiello di Macomer, il parco del Monte Sant’Antonio, per congiungersi poi con tutti gli splendidi passaggi del Tamuli Trail.

### Rocca Traessa Ultra Trail (2019-presente)
Il percorso è un anello di 60 km con 1260 D+, un trail da correre tutto d’un fiato. Dopo 18,5 km lascia il percorso del Pischina Sicca Trail per avventurarsi nel Montiferru di Scano con un passaggio nell’anfiteatro naturale di Pattola; si percorreranno poi Su Camminu de Altoriu e Su Camminu de Matta ‘e Arghentu, con discese tecniche tra boschi fatati e paesaggi mozzafiato. Affronta poi un’impegnativa salita che porterà su, sino a Sas Pedras Nieddas su un rocciaio, dal quale si gode di una vista strabiliante del golfo di Bosa, Capo Marrargiu (Bosa), Capo Caccia e del litorale di Alghero e alzando poi gli occhi spazia dal Monte Corrasi di Oliena sino al Monte Minerva di Villanova Monteleone. Successivamente si passa nello scenario di Rocca Traessa fino a Leari nel quale è presente una roccia col profilo di un uomo. Un single track porterà fino al doppio guado del Rio Mensi per arrivare sino allo straordinario monumento naturale de Sa Roda Manna. Infine, ancora qualche chilometro per riprendere i sentieri del Pischina Sicca Trail e del Tamuli Trail nel parco della Monte di Sant’Antonio.

## La mascotte Zirba
Nel dicembre 2018 è stato presentato il nuovo logo della Sardinia Ultramarathon, con al centro di esso una cinghialetta. Allo stesso tempo è stato indetto un concorso per scegliere il nome della cinghialetta e a vincere è stato il nome Zirba, diventata ufficialmente la mascotte della manifestazione. Zirba sarà in seguito ricorrente nel vario materiale informativo e nella medaglia dell'evento.

## Albo d'oro

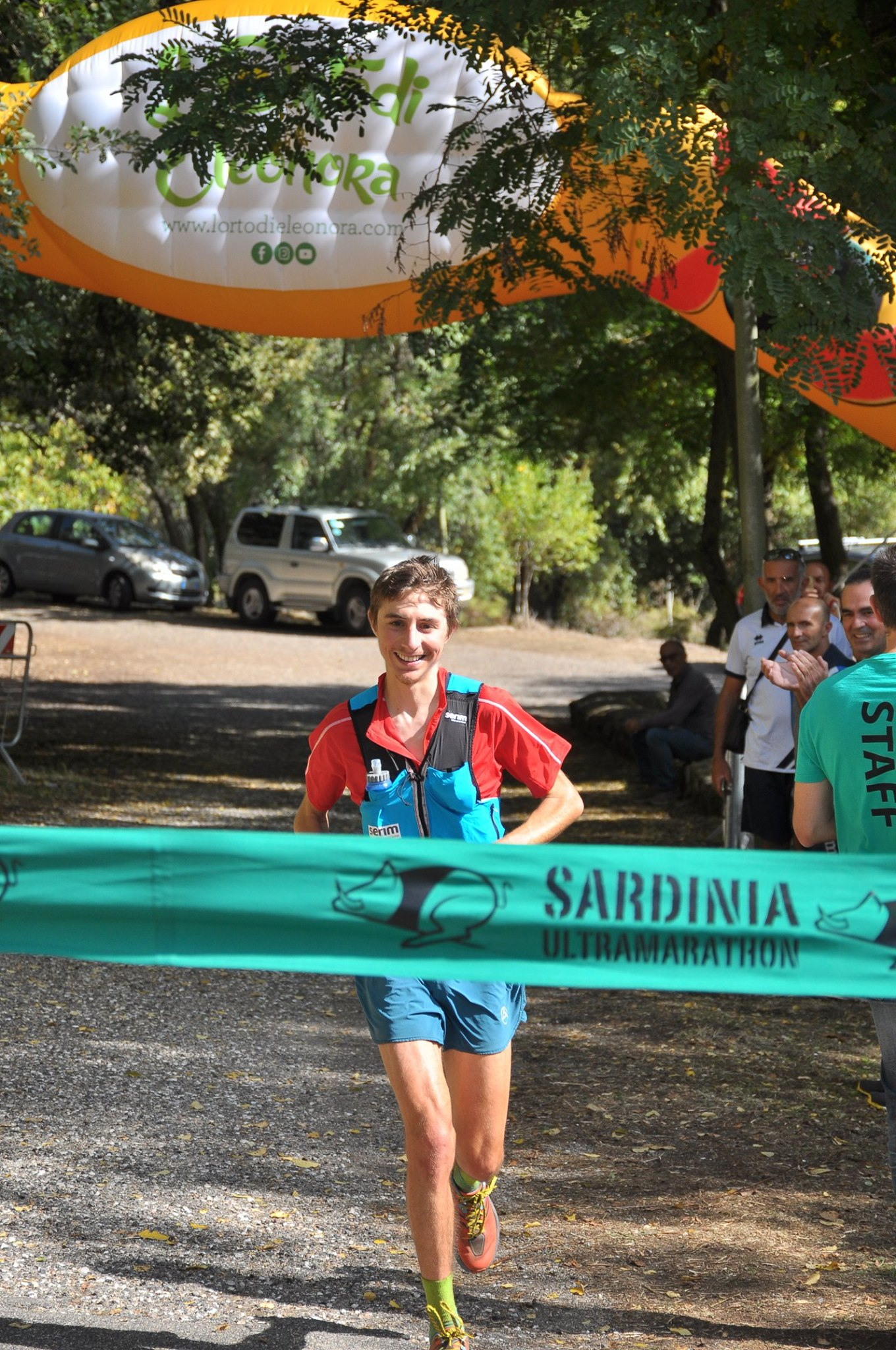
Stefano Radaelli, vincitore del Rocca Traessa Ultra Trail nel 2019

## Albo d'oro[6][7]
| Anno | Uomini         | Uomini  | Uomini   | Donne      | Donne   | Donne |
| Anno | Vincitore      | Nazione | Tempo    | Vincitrice | Nazione | Tempo |
| ---- | -------------- | ------- | -------- | ---------- | ------- | ----- |
| 2003 | Daniele Fraoni | Italia  | ???      | /          | /       | /     |
| 2004 | Filippo Sanna  | Italia  | 4h45'50" | /          | /       | /     |

| Anno | Uomini             | Uomini  | Uomini   | Uomini             | Uomini  | Uomini   | Donne             | Donne   | Donne    | Donne             | Donne   | Donne    |
| Anno | 60 km              | 60 km   | 60 km    | 20 km              | 20 km   | 20 km    | 60 km             | 60 km   | 60 km    | 20 km             | 20 km   | 20 km    |
| Anno | Vincitore          | Nazione | Tempo    | Vincitore          | Nazione | Tempo    | Vincitrice        | Nazione | Tempo    | Vincitrice        | Nazione | Tempo    |
| ---- | ------------------ | ------- | -------- | ------------------ | ------- | -------- | ----------------- | ------- | -------- | ----------------- | ------- | -------- |
| 2010 | Italo Orrù         | Italia  | 5h07'14" | Fausto Dendrea     | Italia  | 1h27'04" | Veronica Correale | Italia  | 5h40'32" | Veronica Correale | Italia  | 1h38'51" |
| 2011 | Giorgio Calcaterra | Italia  | 4h21'44" | Giorgio Calcaterra | Italia  | 1h19'48" | Cecilia Mora      | Italia  | 4h59'45" | Cecilia Mora      | Italia  | 1h36'07" |
| 2012 | Giorgio Calcaterra | Italia  | 4h18'07" | Giorgio Calcaterra | Italia  | 1h19'33" | Veronica Correale | Italia  | 5h30'08" | Veronica Correale | Italia  | 1h37'15" |
| 2013 | Giorgio Calcaterra | Italia  | 4h22'44" | Giorgio Calcaterra | Italia  | 1h23'17" | Leonarda Cantara  | Italia  | 5h16'32" | Leonarda Cantara  | Italia  | 1h34'00" |
| 2014 | Giorgio Calcaterra | Italia  | 4h15'01" | Giorgio Calcaterra | Italia  | 1h17'54" | Leonarda Cantara  | Italia  | 5h47'46" | Antonella Cau     | Italia  | 1h44'17" |

| Anno | Uomini          | Uomini  | Uomini   | Uomini          | Uomini  | Uomini   | Uomini           | Uomini  | Uomini   | Donne             | Donne   | Donne    | Donne             | Donne   | Donne    | Donne        | Donne   | Donne    |
| Anno | 60 km           | 60 km   | 60 km    | 20 km           | 20 km   | 20 km    | 10 km            | 10 km   | 10 km    | 60 km             | 60 km   | 60 km    | 20 km             | 20 km   | 20 km    | 10 km        | 10 km   | 10 km    |
| Anno | Vincitore       | Nazione | Tempo    | Vincitore       | Nazione | Tempo    | Vincitore        | Nazione | Tempo    | Vincitrice        | Nazione | Tempo    | Vincitrice        | Nazione | Tempo    | Vincitrice   | Nazione | Tempo    |
| ---- | --------------- | ------- | -------- | --------------- | ------- | -------- | ---------------- | ------- | -------- | ----------------- | ------- | -------- | ----------------- | ------- | -------- | ------------ | ------- | -------- |
| 2016 | Matteo Lucchese | Italia  | 4h05'24" | Matteo Lucchese | Italia  | 1h18'39" | Francesco Perinu | Italia  | 0h39'40" | Silvia Serafini   | Italia  | 5h10'26" | Silvia Serafini   | Italia  | 1h34'54" | Simona Pili  | Italia  | 0h48'38" |
| 2017 | Davide Cheraz   | Italia  | 4h21'59" | Davide Cheraz   | Italia  | 1h20'59" | Patrik Costabiei | Italia  | ???      | Lorena Brusamento | Italia  | 5h14'52" | Anna Pedevilla    | Italia  | 1h35'26" | Simona Longu | Italia  | ???      |
| 2018 | Matteo Lucchese | Italia  | 4h14'21" | Matteo Lucchese | Italia  | 1h18'32" | Giovanni Obino   | Italia  | ???      | Lorena Brusamento | Italia  | 5h24'46" | Lorena Brusamento | Italia  | 1h39'33" | Simona Longu | Italia  | ???      |

| Anno | Uomini                    | Uomini                    | Uomini                    | Uomini               | Uomini               | Uomini               | Uomini         | Uomini       | Uomini       | Donne                     | Donne                     | Donne                     | Donne                | Donne                | Donne                | Donne             | Donne        | Donne        |
| Anno | Rocca Traessa Ultra Trail | Rocca Traessa Ultra Trail | Rocca Traessa Ultra Trail | Pischina Sicca Trail | Pischina Sicca Trail | Pischina Sicca Trail | Tamuli Trail   | Tamuli Trail | Tamuli Trail | Rocca Traessa Ultra Trail | Rocca Traessa Ultra Trail | Rocca Traessa Ultra Trail | Pischina Sicca Trail | Pischina Sicca Trail | Pischina Sicca Trail | Tamuli Trail      | Tamuli Trail | Tamuli Trail |
| Anno | Vincitore                 | Nazione                   | Tempo                     | Vincitore            | Nazione              | Tempo                | Vincitore      | Nazione      | Tempo        | Vincitrice                | Nazione                   | Tempo                     | Vincitrice           | Nazione              | Tempo                | Vincitrice        | Nazione      | Tempo        |
| ---- | ------------------------- | ------------------------- | ------------------------- | -------------------- | -------------------- | -------------------- | -------------- | ------------ | ------------ | ------------------------- | ------------------------- | ------------------------- | -------------------- | -------------------- | -------------------- | ----------------- | ------------ | ------------ |
| 2019 | Stefano Radaelli          | Italia                    | 5h43'46"                  | Del Moro & Piana     | Italia               | 2h54'32"             | Vincenzo Contu | Italia       | 1h15'04"     | Silvia Serafini           | Italia                    | 5h59'30"                  | Mariaelisa Marongiu  | Italia               | 3h08'34"             | Lorena Brusamento | Italia       | 1h26'33"     |